# Шайбс
Шайбс (нім. Scheibbs) — місто в Австрії, у федеральній землі Нижня Австрія.
Центр округу Шайбс. Населення становить 4196 осіб (на 1 січня 2018 року). Займає площу 45,88 км².
1886 року стало першим містом Австрії, де з'явилося електричне освітлення вулиць.

## Відомі уродженці
- Герман Сенковскі
- Пауль Шарнер
- Катрін Цеттель